# 蝙蝠俠 (1943年電影)
《蝙蝠侠》（英語：Batman，香港公映譯作《神行太保》，台灣重映譯作《蝙蝠奇俠》，上海首映譯作《蝙蝠人》）是由哥伦比亚电影公司在1943年发行15部电影。该系列电影由路易斯·威尔逊扮演蝙蝠侠和道格拉斯克罗夫特扮演罗宾， J.卡罗尔纳什扮演反派Dr. Daka。该故事讲述在二战期间，美国政府的代理人蝙蝠侠打败日本特工Dr. Daka。
这电影系列为蝙蝠侠的第一部电影系列，该系列电影的部分内容成为蝙蝠侠故事的一部分，如蝙蝠洞穴和韦恩庄园后来出现在漫画中。该系列电影在电影院播放时，阿尔弗雷德才在蝙蝠侠漫画登场。由于该系列在商业上获得成功，并催生了另一个系列电影蝙蝠侠与罗宾。